# ستيف كوبل
ستيف كوبل (بالإنجليزية: Steve Coppell)‏، من مواليد 9 يوليو 1955، لاعب كرة قدم إنجليزي سابق، ومدرب كرة قدم إنجليزي حالي.
لعب مع منتخب إنجلترا لكرة القدم.

## مسيرته الكروية
لعب ستيف كوبل خلال مسيرته الاحترافية مع ناديين في أحد عشر موسمًا وسجل خلالها 63 هدفًا ضمن 360 مباراة. حيث فاز في موسمين بالكأس ولم يفز بأي دوري.
خاض ستيف كوبل مسيرته مع نادي ترانمير روفرز في موسم 1973–74 ولمدة موسمين، مشاركًا في 38 مباراة سجل خلالها 10 أهداف. ثم انتقل إلى نادي مانشستر يونايتد في موسم 1974–75 ليلعب معه تسعة مواسم، حيث شارك في 322 مباراة سجل خلالها 53 هدفًا.

## روابط خارجية
- ستيف كوبل على موقع الاتحاد الدولي (مؤرشف)  (الإنجليزية)
- ستيف كوبل على موقع الاتحاد الأوربي (الإنجليزية)
- ستيف كوبل على موقع قاعدة بيانات كرة القدم.إي يو (الإنجليزية)
- ستيف كوبل على موقع ناشيونال فوتبول تيمز (الإنجليزية)
- ستيف كوبل على موقع Soccerbase.com (لاعب) (الإنجليزية)
- ستيف كوبل على موقع Soccerbase.com (مدرب) (الإنجليزية)
- ستيف كوبل على موقع كووورة